# Гумешевське мідне родовище
Гумешевське мідне родовище — відоме з давнини родовище міді на Середньому Уралі, Росія.

## Історія
З середини II тис. до Р. Х. тут розробляли потужну зону окиснених мідних руд товщиною до 35 м. Давні виробки, здебільшого штольні, підтримували за допомогою дерев'яного кріплення. Розкопуючи давні зруйновані виробки виявили рештки тіл загиблих гірників, численні мідні, кам'яні й дерев'яні знаряддя праці (кайла, молоти, лопати), шкіряні сумки для транспортування руди, рукавиці тощо. Руду плавили поблизу рудника на горі Думній висотою 409 м, де виявлено залишки давніх печей, мідні шлаки, фрагменти кераміки. За реконструкцією археологів металургійний комплекс на горі Думній був обнесений високим земельним валом з дерев'яним частоколом. Огороджена промислова ділянка не мала рослинності, її поверхню вкривали подрібнена гірська порода, шлаки, мідні виливи. Тут розташовувались прості житла гірників-металургів, а з боку південного валу був споруджений шерег плавилень. Одночасно зі збагаченням руд і витопленням металу на промисловій ділянці виготовляли мідні вироби, зокрема наконечники для стріл. Залишки давнього металу на горі Думній були такі великі, що збудований у XVIII ст. мідний завод деякий час працював за рахунок переплавлення цього брухту.
Свідченням небезпечної та важкої праці уральських гірників стали дослідження концентрації шкідливих елементів у рештках мідеплавильного виробництва на горі Думній. Їх концентрація виявилася надзвичайно високою. Навіть нині, коли минуло майже три тисячоліття, висаджені на промисловій ділянці в завезену землю дерева гинуть, хоча за межами ділянки — нормально ростуть.
Гумешевське мідне родовище було знов «відкрите» 1702 р. Протягом XVIII — XIX ст. тут діяло понад 200 копалень, які дали майже 1,5 млн т сортованої руди (17 тис. т міді). 1798 р. на Гумешевському руднику була впроваджена перша на Уралі парова машина. Крім витоплення міді, рудник уславився видобутком найкращого в світі малахіту (ним оздоблені Ермітаж, Ісаакіївський собор, Версальський палац).
Цікаво, що розробка й торгівля гумешевським малахітом здійснювалась ще в давні часи. В одному з донських поселень II тис. до Р. Х. було знайдено чималий кусок малахіту, котрий був ідентифікований сучасними науковими методами як зразок гумешевського малахіту. Яскравим прикладом великих брил цього каменю (одночасно — доброї мідної руди) є славетний експонат вагою понад 1,5 т, що зберігається в Гірничому музеї в Санкт-Петербурзі. Гумешевський рудник був прославлений «Уральськими сказами» П. Бажова, події в яких відбуваються саме в Гумешках.